# غاري ستيفين روبات
غاري ستيفين روبات (3 سبتمبر 1992 في ماليزيا - ) هو لاعب كرة قدم ماليزي في مركز الوسط. شارك مع منتخب ماليزيا تحت 23 سنة لكرة القدم ومنتخب ماليزيا لكرة القدم. أما مع النوادي، فقد لعب مع نادي جوهر دار التعظيم وHarimau Muda ‏ وهاريماو مودا أ.

## روابط خارجية
- غاري ستيفين روبات على موقع قاعدة بيانات كرة القدم.إي يو (الإنجليزية)
- غاري ستيفين روبات على موقع ناشيونال فوتبول تيمز (الإنجليزية)
- غاري ستيفين روبات على موقع Soccerway.com (الإنجليزية)